# Apanteles lineipes
Apanteles lineipes är en stekelart som först beskrevs av Wesmael 1837.  Apanteles lineipes ingår i släktet Apanteles och familjen bracksteklar. Inga underarter finns listade i Catalogue of Life.